# Cavalli di battaglia
Cavalli di battaglia è stato un programma televisivo italiano di genere varietà, andato in onda in prima serata su Rai 1 dal 14 gennaio al 4 febbraio 2017, con la conduzione di Gigi Proietti.

## Il programma
Cavalli di battaglia è un programma di Gigi Proietti, scritto con Federico Andreotti, Matteo Catalano, Stefano Disegni, Stefano Sarcinelli e Loredana Scaramella. Si tratta della trasposizione televisiva dell'omonimo successo teatrale che scaturisce dal vasto repertorio di Gigi Proietti, lungo cinquant'anni di vita nello spettacolo, accompagnato da un’orchestra e da un corpo di ballo.
Nel corso delle serate vari ospiti del mondo dello spettacolo (attori, cantanti e comici) si esibiscono con i propri pezzi migliori, i loro "cavalli di battaglia" per l'appunto. Oltre al loro pezzo, si esibiscono anche in duetti con Gigi Proietti, il quale ripropone anche alcuni pezzi storici del suo repertorio: da Nerone di Petrolini a Pietro Ammicca l'affarologo fino alla Signora delle camelie in versione comica. Ospiti fissi di tutte e quattro le serate sono Marco Marzocca, Carlotta Proietti e Stefano Sarcinelli.
Il programma va in onda dal Teatro Verdi di Montecatini Terme. Inizialmente erano previste tre puntate, ma alla vigilia della terza, visto il successo ottenuto, si è deciso di proporne una ulteriore.

## Ascolti
| Puntata | Messa in onda   | Telespettatori | Share  | Ospiti |
| ------- | --------------- | -------------- | ------ | --- |
| 1       | 14 gennaio 2017 | 5 043 000      | 21,50% | Claudia Gerini, Alessandro Siani, Claudio Baglioni, Teo Teocoli, Serena Dandini, Corrado Guzzanti, Rodolfo Laganà e Francesco Cicchella                                                                             |
| 2       | 21 gennaio 2017 | 4 381 000      | 19,10% | Renzo Arbore, Neri Marcorè, Bianca Guaccero, Enrico Brignano, Max Tortora e Lillo e Greg |
| 3       | 28 gennaio 2017 | 4 458 000      | 19,40% | Fabrizio Frizzi con le professoresse de L'eredità (Ludovica Caramis, Eleonora Cortini, Francesca Fichera e Laura Forgia), Nino Frassica, Paolo Bonolis, Antonello Venditti, Federico Zampaglione e Gabriele Cirilli |
| 4       | 4 febbraio 2017 | 4 241 000      | 19,60% | Giuliano Sangiorgi, Beppe Fiorello, Vincenzo Salemme, Nancy Brilli, Marisa Laurito, Matthew Lee, Stefano Palatresi, Peppino di Capri e Renato Zero                                                                  |
| Media   | Media           | 4 531 000      | 19,90% | |